# Tjeu Schutgens
Mathijs Gerardus Nicolaas (Tjeu/Mathieu) Schutgens (Sweikhuizen, 3 december 1928 – Roermond, 6 april 2001) was een Nederlands politicus van de KVP.
Hij deed gymnasium bij het Bisschoppelijk College in Sittard en vervulde daarna zijn dienstplicht waarbij hij van maart 1949 tot november 1950 in Nederlands-Indië/Indonesië bij de verbindingsdienst zat. Terug in Nederland is hij in 1957 in de rechten afgestudeerd aan de Katholieke Universiteit Nijmegen. Later dat jaar werd hij ambtenaar bij de gemeente Kerkrade waar hij na een korte tijd gewerkt te hebben op de afdeling Algemene Zaken benoemd werd tot kabinetssecretaris. In december 1963 werd Schutgens de burgemeester van Thorn en in juni 1973 volgde zijn benoeming tot burgemeester van Elsloo. Vijf jaar later gaf hij die functie op om voorzitter te worden van het Stadsgewest Roermond. In maart 1988 fuseerde dat gewest met het Streekgewest Weert tot het Gewest Midden-Limburg. Hierna is hij nog enige tijd waarnemend burgemeester van Herten geweest. In 2001 overleed Schutgens op 72-jarige leeftijd.